# Kettenschifffahrt auf dem Sueskanal

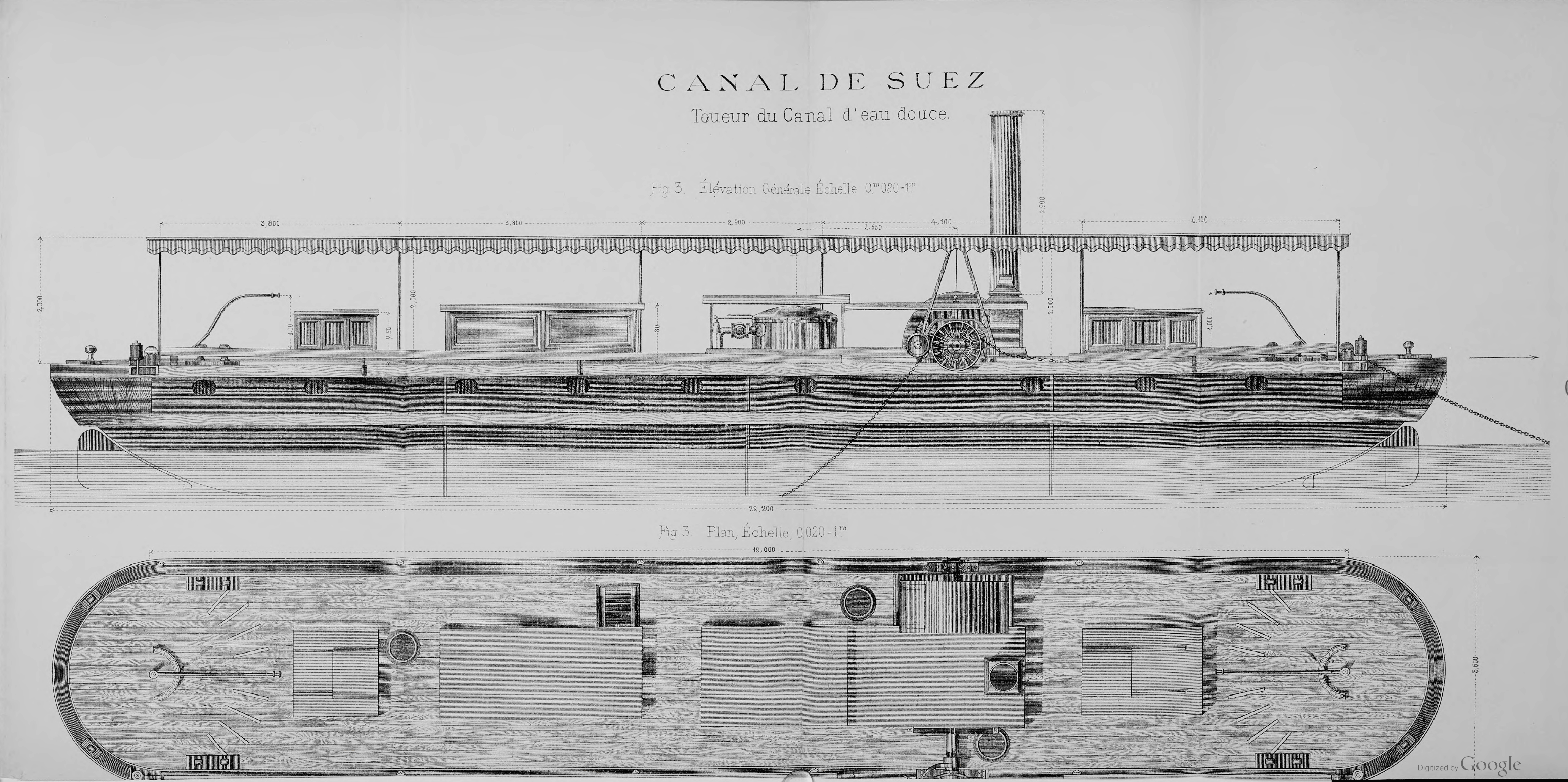
Kettenschlepper

Die Kettenschifffahrt auf dem Suezkanal diente während der Bauphase dem Materialtransport von Maschinen und Rohstoffen. Die Kettenschifffahrt stellte zu dieser Zeit eine effiziente und leistungsstarke Methode des Schiffstransports dar, wobei ein Kettenschlepper mehrere angehängte Lastkähne an einer entlang des Kanals verlegten Kette vorwärts zog. Die Fortbewegung erfolgt, indem die Kette aus dem Kanal gehoben und derart über das sich drehende Antriebsrad gelegt wird, dass die Zähne des Rades in die Glieder der Kette greifen und so den Schlepper zusammen mit den angehängten Lastkähnen vorwärts zieht. Die Kette wird anschließend hinter dem Schlepper wieder in das Wasser gelassen.

## Geschichtlicher Hintergrund zum Bau des Suezkanals
Für den Bau des Kanals wurden ab Anfang 1862 zahlreiche Arbeiter zu einem bezahlten Frondienst (Corvée) verpflichtet. Nach Uneinigkeiten beim Bau wurde Napoléon III. als Schiedsrichter gewählt, der am 6. Juli 1864 als einen Teil in seinem Schiedsspruch unter anderem verkündete, die Zwangsarbeit zu beenden. Die Zahl der einheimischen Arbeiter sank deutlich, auch da viele eine lukrativere Anstellung auf Baumwollfeldern annahmen. Die Choleraepidemie im Juni/Juli 1865, die von Pilgern aus Mekka eingeschleppt worden war, führte dazu, dass Arbeiter die Baustelle in dieser Zeit verließen. Die Kanalgesellschaft und die von ihr beauftragten Bauunternehmer begegneten dem Rückgang der Zahl der Arbeiter, indem die Entwicklung und der Einsatz von Maschinen erheblich vergrößert wurden. Doch die bis Ende des Jahres 1867 zunehmend eingesetzten Maschinen verbrauchten große Mengen Kohle pro Monat. Daher musste die Suezkanal-Gesellschaft den Transportdienst reorganisieren, um sowohl den wachsenden Bedürfnissen der Arbeiter als auch denen des Unternehmens gerecht zu werden.

## Planungen, technische Beschreibung und Umsetzung
Nach einigem Zögern entschied sich die Gesellschaft, einen rationelleren Transportdienst von Port Said nach Sues zu organisieren, und beschloss zu diesem Zweck die Kettenschifffahrt im Seewasserkanal von Port Said nach Ismailia und im Süßwasserkanal von Ismailia nach Suez einzurichten. Für letztere wurden die Kette mit einer Masse von 6,8 Kilogramm pro laufendem Meter sofort bestellt.

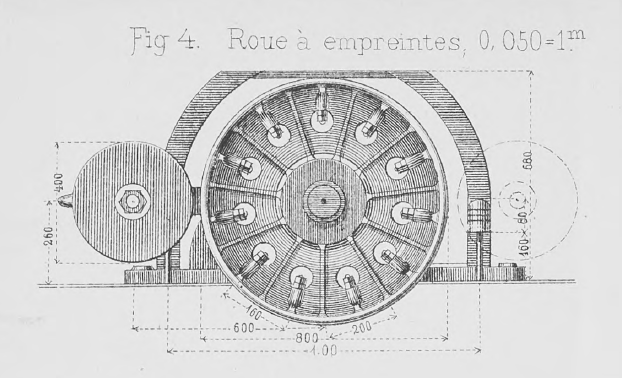
Antriebstrommel für Kette

Es sollten 6 Kettenschleppschiffe nach dem System des Erfinders Bouquié aus der Werft Claparède & Cie in Saint Denis nördlich von Paris zum Einsatz kommen. Jedes der Schiffe hatte eine Dampfmaschine mit einer Leistung von 18 Pferdestärken und sollte eine Last von 1000 Tonnen mit einer Geschwindigkeit von drei Kilometern pro Stunde vorwärts ziehen, die auf zwölf 30 Meter lange und 4 Meter breite Lastkähne verteilt war. Der Schlepper hatte eine Länge von 22,2 m und eine Breite von 3,6 m und einen Tiefgang von 0,75 m (voll beladen). Er war so gebaut, dass er vorwärts und rückwärts fahren konnte, wobei die Form der beiden Enden gleich gestaltet war. Im Gegensatz zu den meisten in Europa eingesetzten Kettenschleppschiffen verlief die Kette nicht zentral über die Mitte des Schiffes, sondern die Antriebstrommel war an einer Seite des Schiffes angebracht. Die Kette wurde über Rinnen zur Antriebsrolle geführt. Die Antriebstrommel hatte Vertiefungen für die einzelnen Kettenglieder der Kette. Dadurch umwand die Kette die Antriebstrommel nur auf deren oberen Hälfte, wobei trotzdem eine ausreichende Verhakung erreicht wurde, ohne auf der Trommel zu rutschten.
Entgegen früherer Ideen wurde die Kettenschifffahrt auf dem Seewasserkanal zwischen Port Said und Ismailia verworfen. Verschiedene Mitarbeiter befürchteten, dass die für die Kettenschifffahrt im Kanal verlegte Kette die Baggerarbeiten stören würde. Der Transport wurde in diesem Abschnitt weiterhin mit durch Schiffsschrauben angetriebene Schlepper bewerkstelligt, wenngleich leistungsfähigere Boote angeschafft wurden. Die Kettenschifffahrt wurde nur auf dem Süßwasserkanal von Ismailia nach Suez umgesetzt und auch hier wurde statt einer Länge von 100 Kilometern mit 5–6 Schleppern nur eine Strecke von 14 Kilometern mit einem Kettenschlepper umgesetzt.
Ursprünglich war diese Art der Beförderung auch für die Beschiffung des Suezkanals vorgeschlagen worden, um den für die Ufer so schädlichen Wellenschlag zu vermeiden. Versuche ergaben aber, dass Schraubendampfer bei mäßiger Fahrgeschwindigkeit das Ufer ebenfalls nicht gefährden, so dass von dem Projekt Abstand genommen wurde.